# Nuestra Señora del Buen Consejo
Nuestra Señora del Buen Consejo es una advocación mariana de la Iglesia Católica, venerada entre los fieles de la ciudad de Genazzano y la Iglesia universal. Pío IX incluyó en las letanías lauretanas las palabras "Madre del Buen Consejo", en veneración a esta advocación.

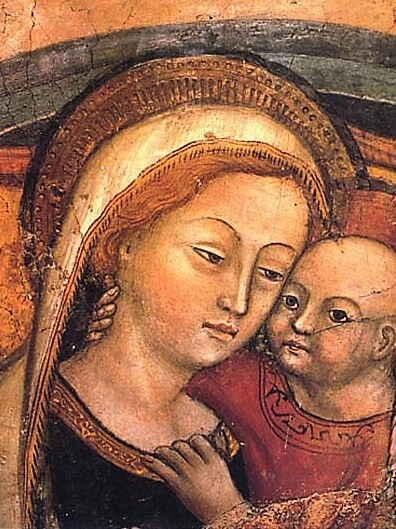
Icono Venerado en Genazzano.

## Historia
Durante el Imperio romano, los francos langostinos y la corte imperial había establecido nuevamente sus dominios en las villas junto a los centros más importantes de la ciudad. Durante el gobierno del papa san Marcos, los paganos desaparecieron y se dio la primera edificación de un templo bajo la advocación de la Virgen María, como del Buen Consejo. Durante muchos siglos el sitio había perdido toda su importancia histórica. En el siglo XIV, el templo fue dado en custodia de la Orden de San Agustín, con el objetivo de brindar la asistencia pastoral a la comunidad y para la debida conservación del edificio. Para la restauración del templo antiguo tomó un papel importante la terciaria agustina Petruccia de Nocera, viuda y dedicada a la oración y a servicios en el Templo. Pidió permiso a los frailes para dar en patrimonio al templo su herencia con la que se restablecería nuevamente la estructura deteriorada. En los tiempos paganos, la comunidad se reunía para adorar a sus dioses. Después, se reunían para celebrar la fiesta de San Marcos. 
Según la leyenda, en 1467, durante la fiesta de la virgen del Buen Consejo se escuchó del cielo una música angelical. Un rayo de luz bajó hasta la pared del fondo de la capilla inconclusa y las campanas repicaron. En seguida, todos los campanarios sonaron al unísono de las campanas de Genazzano. La nube se disipó poco a poco, descubriendo la pintura que representa a la Virgen del Buen Consejo con su Hijo en brazos. La noticia de la aparición llegó hasta Roma, y el papa Paulo II consideró que debían investigar y estudiar dichos sucesos. Ese mismo año se estableció dicha comisión. 
La imagen es una pintura realizada sobre una delgada capa de estuco de 31 centímetros de ancho por 42.5 centímetros de largo. Nadie sabe cuándo ni por quién fue pintado. 
Algunos papas de la Iglesia católica le han rendido homenajes a esta advocación. Pío V como exvoto envió un corazón de oro; Urbano VII, en 1630 fue en peregrinación para pedir la ayuda durante una plaga; Inocencio XI, coronó a la imagen. Benedicto XIV aprobó la Cofradía de Nuestra Señora del Buen Consejo, siendo su primer miembro. Pío XII la escogió como la patrona de su pontificado. El primer papa agustino, León XIV, acudió a visitar el santuario de Genazzanno y orar ante la Virgen del Buen Consejo apenas dos días después de ser elegido papa, al igual que lo había hecho anteriormente en momentos importantes de su vida como cuando fue elegido superior de los agustinos o cuando fue nombrado obispo y cardenal. Muchos santos y beatos le han rendido mucha veneración.
En la Segunda Guerra Mundial, una bomba explotó en la Basílica, destruyendo todo el altar principal, pero la imagen de la virgen permaneció sin daño alguno.